# The Undercurrent
The Undercurrent est un film américain réalisé par Wilfrid North et produit par Arthur Guy Empey, sorti en 1919.

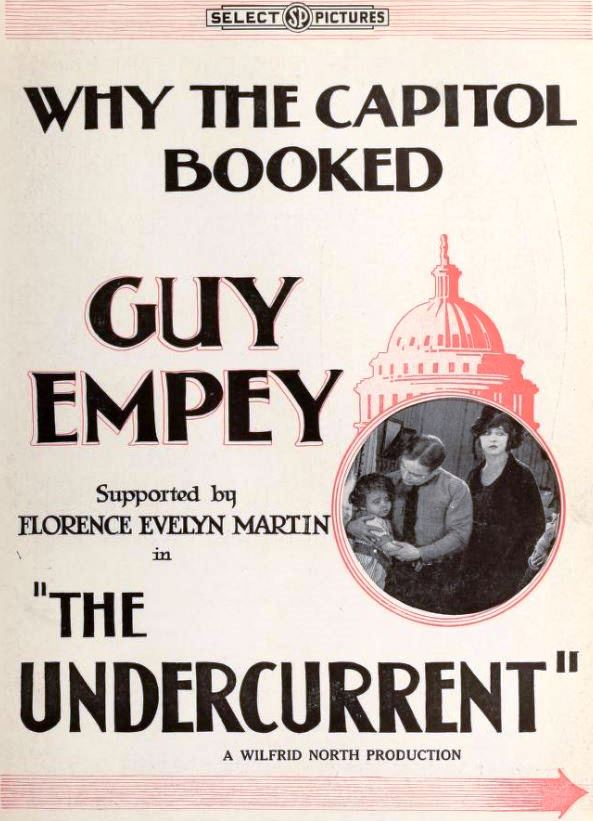
Annonce pour le film dans Exhibitor Herald.

C'est un des nombreux films de la période suivant la fin de la Première Guerre mondiale inspirée par la Révolution de 1917 et la « Peur rouge ».

## Synopsis
Jack Duncan, un vétéran de la Première Guerre mondiale rejoint un groupe de Bolcheviks.  Il y perd rapidement ses illusions, et dénonce leurs activités.  Mariska, une agent russe qui vient d'apprendre qu'elle risque d'être arrêtée, tue un agent provocateur avant de retourner l'arme contre elle,.

## Fiche technique
- Réalisation : Wilfrid North

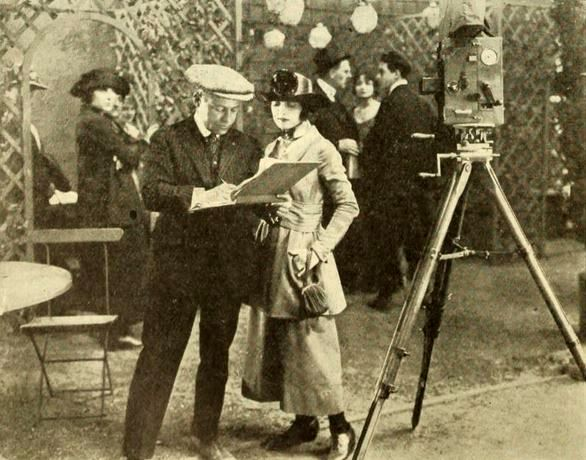
Arthur Guy Empey et Betty Blythe sur le tournage du film.

- Scénario :  William Addison Lathrop
- Producteur : Arthur Guy Empey
- Photographie : John W. Brown
- Distributeur : 	Select Pictures
- Durée : 6 bobines
- Date de sortie : 16 novembre 1919

## Distribution
- Betty Blythe : Mariska[3]
- Vera Boehm : Jack Duncan, Jr
- Frederick Robert Buckley (en) : Paris Thann
- Marguerite Courtot : Fanny Brett
- Sally Crute : Sylvia Loring
- Arthur Donaldson : Malin
- William Dunn : Ivan
- Guy Empey : Jack Duncan
- Betty Hutchinson : Mrs. Loring
- Harry Lee : Smith

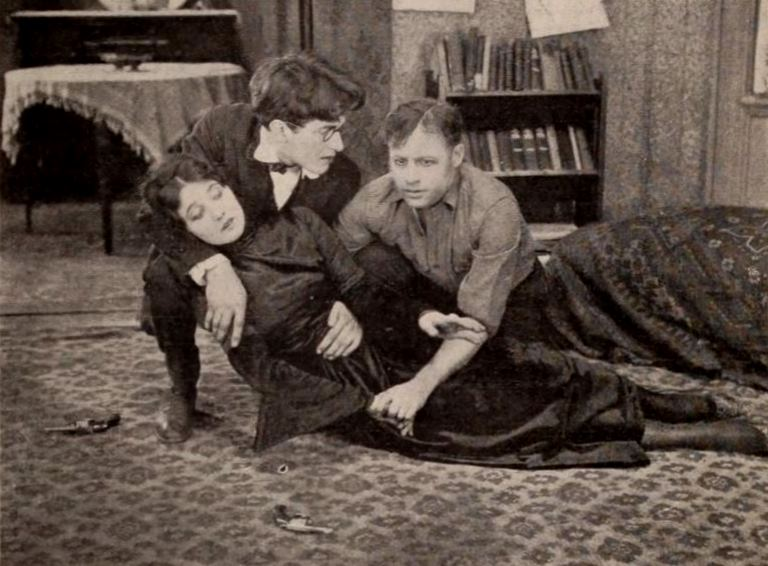
Betty Blythe, Frederick Buckley et Arthur Guy Empey dans une scène du film.

- Florence Evelyn Martin : Lucy Duncan
- Frank Norcross : Marinoff
- Charles A. Stevenson : John Loring
- Eugene Strong : Edward Taylor